# Wyoming (Illinois)
Wyoming és una ciutat dels Estats Units a l'estat d'Illinois. Segons el cens del 2000 tenia 1.424 habitants.

## Demografia
Segons el cens del 2000, Wyoming tenia 1.424 habitants, 629 habitatges, i 408 famílies. La densitat de població era de 743 habitants/km².
Dels 629 habitatges en un 26,1% hi vivien nens de menys de 18 anys, en un 53,1% hi vivien parelles casades, en un 8,9% dones solteres, i en un 35,1% no eren unitats familiars. En el 32,1% dels habitatges hi vivien persones soles el 17,6% de les quals corresponia a persones de 65 anys o més que vivien soles. El nombre mitjà de persones vivint en cada habitatge era de 2,26 i el nombre mitjà de persones que vivien en cada família era de 2,84.
Per edats la població es repartia de la següent manera: un 22,3% tenia menys de 18 anys, un 7,7% entre 18 i 24, un 24,4% entre 25 i 44, un 23,9% de 45 a 60 i un 21,6% 65 anys o més.
L'edat mediana era de 42 anys. Per cada 100 dones de 18 o més anys hi havia 84 homes.
La renda mediana per habitatge era de 30.463 $ i la renda mediana per família de 41.797 $. Els homes tenien una renda mediana de 30.074 $ mentre que les dones 22.115 $. La renda per capita de la població era de 16.574 $. Aproximadament el 9,1% de les famílies i el 10,6% de la població estaven per davall del llindar de pobresa.

## Poblacions properes
El següent diagrama mostra les poblacions més properes.